# 七匹狼 (電影)
《七匹狼》為台灣出產的偶像電影作品。

## 概論
七匹狼由飛碟唱片老闆彭國華擔任監製，在拍攝之初，飛碟唱片多位歌手，如王傑與張雨生，就被設定為電影中的角色，同時打造電影概念專輯。

## 劇情簡介
小雞大學剛畢業，等著去當兵，喜歡小茹；董婷在小酒館跳舞，目前與黑鷹一起；黑鷹飛車黨的首領，喜歡董婷；駱駝在一家加油站工作，興趣是音樂；小茹在餐廳工作，喜歡浩子；浩子剛退伍，喜歡董婷。
方蓉的男友小邰丟下她奔赴香港發展演唱事業，臨行前把房子轉租，新房客駱世豪與方蓉暫居同一屋簷下，並認識方蓉，而彼此常為小事爭吵不斷。世豪好友浩子退伍後，與一群好友相聚，並打聽董婷的下落。原來，董婷曾狠心向浩子口出惡言，就此分手。
後來，浩子在撞球場裏認識了丫頭，進而踏入非法搏擊場，成為一名搏擊拳手。某日，駱駝從董婷口中得知浩子的下落。浩子為了前女友董婷與摩托黨頭目黑鷹對峙，這令小茹傷心不已，而董婷夾在兩個男人中間，亦無法割捨昔日的情意。世豪與方蓉日久生情，更因為音樂事業展開合作；另一方面浩子離開了這班朋友，去搏擊場消磨心頭之苦。世豪與小雞經由方蓉提供的機會再度觸摸到了昔日的音樂夢想，而浩子卻與一名強悍對手展開生死對決...

## 角色
| 演員   | 角色   | 備註 |
| 王 傑  | 駱世豪 | 綽號駱駝。 租下小邰房子，與方蓉水火不容。後與方蓉日久生情。參與「永遠不回頭」合唱。                     |
| 張雨生 | 紀孝華 | 綽號小雞。甫畢業，暫以送報打工維生。 寵物為牛頭犬小胖。喜歡小茹，後來與其交往。參與「永遠不回頭」合唱。 |
| 庹宗華 | 鄭 浩  | 綽號浩子。 曾與董婷、ㄚ頭交往，於地下拳賽中打勝瘋子。後得知董婷懷孕後，離開他們。                       |
| 馬萃如 | 婉 茹  | 綽號小茹。 痴痴單戀浩子，卻數度被他傷了心，後明白小雞心意而交往。參與「永遠不回頭」合唱。               |
| 金玉嵐 | 董 婷  | 酒吧舞者。 浩子前女友，曾遭攝影師性侵。分手後，和黑鷹交往，心裡總惦記著浩子。肚裡懷著黑鷹的孩子。       |
| 葉全真 | 方 蓉  | 小邰前女友，亦為小邰經紀人。 後與駱駝交往。                                                             |
| 何恭裕 | 黑 鷹  | 飛車黨首領。 與董婷交往，曾送她訂婚戒指，未料董婷始終放不下浩子而拒絕。最後終成眷屬。                   |
| 杜福平 | 曹 包  | 飛車黨幫眾。 曾向駱駝亮刀，反被打趴在地。                                                               |
| 邵 萱  | ㄚ 頭  | 地下鬥搏場經紀人。 將浩子帶入地下拳界，一度與他拍拖。                                                   |
| 胡曉菁 | －     | 和聲歌手。 參與「永遠不回頭」合唱，和小茹負責和聲。                                                     |
| 江龍昇 | 瘋 子  | 鬥搏場拳擊手。 地下搏擊場常勝軍，在與浩子的拳賽中，遭逆轉敗退。                                         |
| 邰正宵 | 小 邰  | 演唱歌手。方蓉前男友。 故事一開始時，便將租屋處轉租給駱駝。後參與「永遠不回頭」合唱。                   |
| 姚可傑 | 長 毛  | 歌手。 原和小邰為二重唱，後參與「永遠不回頭」合唱。                                                     |

## 音樂
| 曲別        | 歌名               | 作詞   | 作曲   | 演唱                                       |
| 主題曲      | 永遠不回頭         | 陳樂融 | 陳志遠 | 王傑、張雨生、邰正宵、姚可傑、星星月亮太陽 |
| 插曲        | 我喜歡瘋狂         | 楊立德 | 小 蟲  | 張雨生                                     |
| 插曲        | 沒有               | 楊立德 | 陳秀男 | 邰正宵                                     |
| 插曲        | 我至少可以給你什麼 | 陳樂融 | 陳志遠 | 東方快車合唱團                             |
| 插曲 / 片尾 | 說在我心中的愛     | 丁曉雯 | 陳秀男 | 星星月亮太陽                               |
| 插曲        | 如果你冷           | 楊立德 | 鈕大可 | 張雨生                                     |

## 逸事
- 故事尾聲的「永遠不回頭」合唱，據導演朱延平指出，演唱會的群眾演員皆為當時的粉絲，約有七、八千人，場面極為轟動，眾人合唱及群眾的戲份僅花了八場戲就順利拍完。[2][3]

## 備註
1. ↑  1989年台灣票房 （页面存档备份，存于），台灣電影資料庫
2. ↑  . 報時光. 2022-01-06  [2022-08-29]. （原始内容存档于2022-08-29） （中文（臺灣））.
3. ↑  . The News Lens 關鍵評論網. 2022-08-20  [2022-08-29]. （原始内容存档于2022-09-01） （中文（臺灣））.

## 外部連結
- 七匹狼，台灣電影資料庫
- 開眼電影網上《七匹狼》的資料（繁體中文）
- 豆瓣电影上《七匹狼》的資料 （简体中文）
- 时光网上《七匹狼》的資料（简体中文）
- 爛番茄上《七匹狼》的資料（英文）
- 香港影庫上《七匹狼》的資料（繁體中文）
- 互联网电影数据库（IMDb）上《七匹狼》的资料（英文）